# Elf Aquitaine
Elf Aquitaine je bývalá francouzská ropná společnost existující v letech 1966 až 2000. Jejím sloučením se společností TotalFina vznikla nová Totalfinalelf, přejmenovaná v roce 2003 na Total. V rámci nabídky firmy Total zůstává Elf hlavní značkou paliv.

## Historie
Kořeny společnosti Elf Aquitaine jsou ve třech různých francouzských ropných společnostech: Régie Autonome des Pétroles (RAP), Société Nationale des Pétroles d'Aquitaine (SNPA) a Bureau de Recherches de Pétroles (BRP). Ty vznikly, aby těžily v nově objevených ložiscích zemního plynu v Saint-Marcet v regionu Akvitánie v jihozápadní Francii. V prosinci 1965 se RAP a BRP sloučily do společnosti Entreprise de Recherches et d'Activités Pétrolières (ERAP) s dceřinými společnostmi SNPA, UGP a UIP, čímž vznikl koncern fungující ve všech fázích obchodu s ropou a palivy od průzkumu, přes těžbu a dopravu až po síť čerpacích stanic.

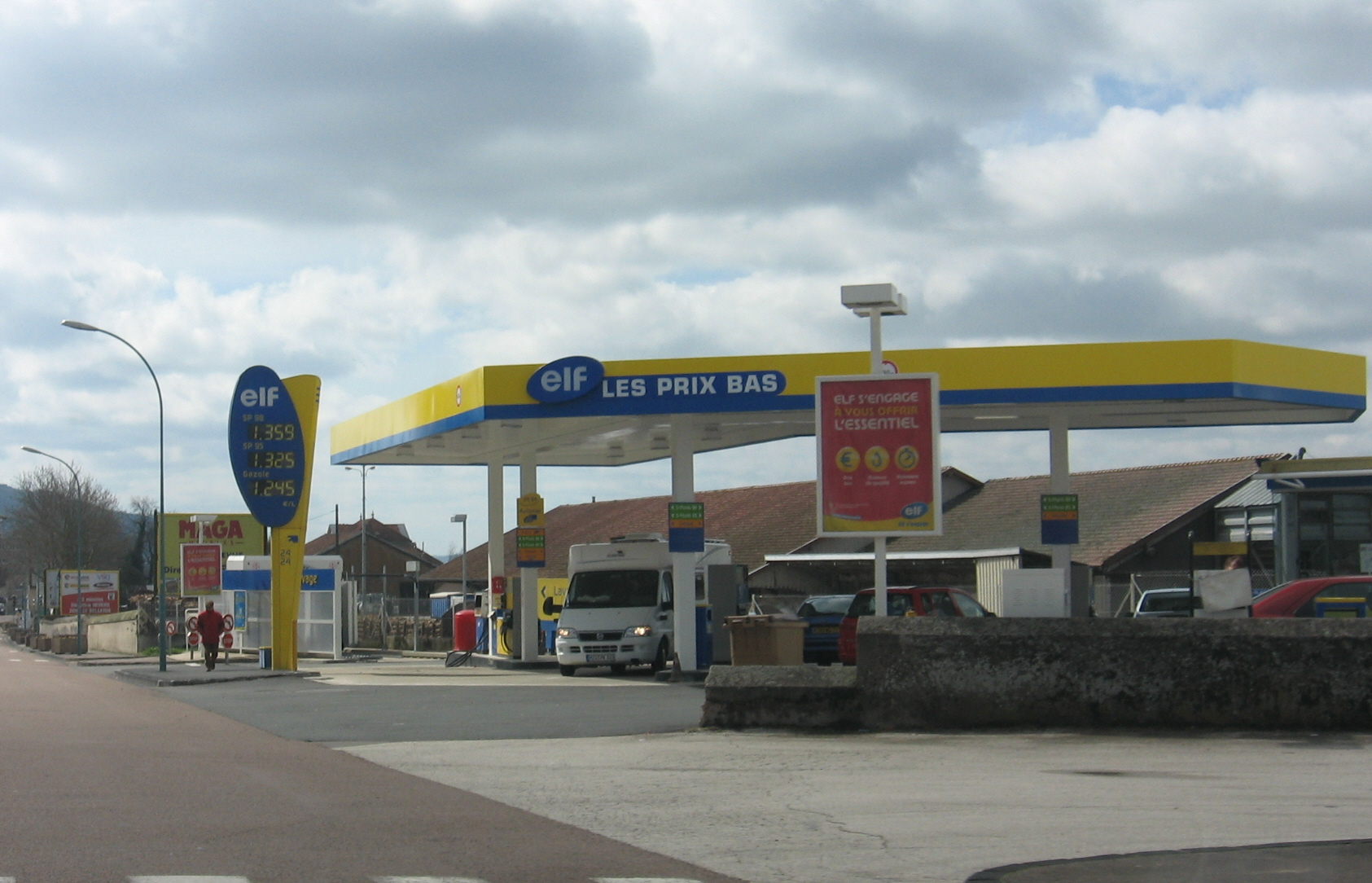
Čerpací stanice Elf ve Francii v roce 2008

28. dubna 1967 byly všechny společnosti sjednoceny do firmy pod značkou Elf (podle spojení: Essence et Lubrifiants de France, tj. Francouzská paliva a maziva).
Elf se proslavil jako první společnost vyrábějící zcela syntetický olej pro závodní motory.
V roce 1976 se firma Elf-ERAP spojila se společností Antar Pétroles de l'Atlantique. Tím vznikla Société Nationale Elf Aquitaine, později nazvaná jednoduše Elf Aquitaine.
Elf Aquitaine vstoupila na newyorskou burzu v roce 1991. V roce 1993 získala exkluzivní práva pro těžbu v Iráku od tehdejšího iráckého vůdce Saddáma Husajna. V té době zaměstnávala 94 tisíc zaměstnanců.
V roce 1996 francouzská vláda prodala svůj podíl v Elf, ale podržela si tzv. zlatou akcii.
V roce 2000 Elf Aquitaine zanikla sloučením se společností Total Fina, čímž vznikl čtvrtý největší gigant v oboru na světě. Nová firma nesla název Totalfinalelf, než ho v roce 2003 změnila na Total. Označení Elf nicméně dál udržuje jako značku svých produktů.

## Skandál
V roce 1994 vyšel najevo skandál týkající se managementu firmy Elf. Deník The Guardian události popsal jako „největší vyšetřování podvodu v Evropě od druhé světové války. (…) Elf se stal soukromou bankou pro své manažery, kteří utratili 200 milionů liber na politické laskavosti, milenky, šperky, umělecká díla, vily a byty“. Ve skandálu figurovaly téměř čtyři desítky obviněných. Bývalí ředitelé společnosti Loikem Le Floch-Prigent a Alfred Sirven byli odsouzeni k pětiletým trestům vězení. Majitel Elf Nadhmi Auchi byl odsouzen na 15 měsíců vězení podmíněně a musel zaplatit pokutu 2 miliony euro za účast ve zneužívání nelegálních provizí. Do skandálu byli zapojení i vysoce postavení politici jako bývalý ministr zahraničí a v té době předseda Ústavní rady Roland Dumas. I když se řešil případ z doby, kdy v čele Francie stál prezident François Mitterrand, jehož spojenci z řad socialistů z tajných finančních toků společnosti Elf profitovali, údajně celý systém fungoval již od dob Charlese de Gaulla.

## Motoristický sport

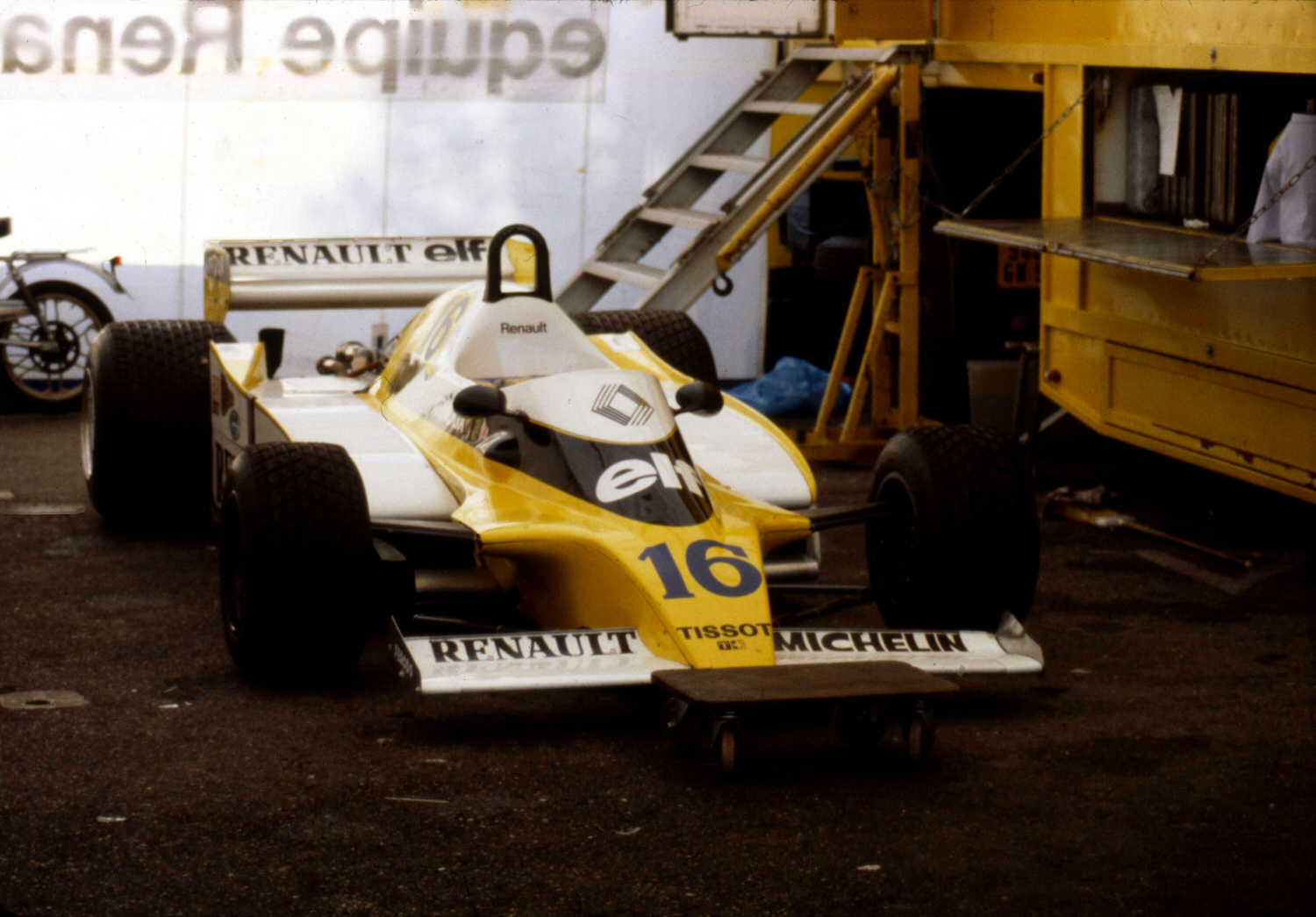
Monopost Renault RS10 pro seriál F1 v roce 1979

Elf od počátku své existence využíval automobilové závody jako nástroj propagace. Čtyři roky spolupracoval s výrobcem sportovních vozů Matra. Během té doby tým získal tituly ve francouzském šampionátu formule 3 (Henri Pescarolo), mistrovství Evropy formule 2 (Jean-Pierre Beltoise) a titulu mistra světa ve formuli 1 v roce 1969 (Jackie Stewart s monopostem Tyrrell týmu Elf Team Tyrrell).
Následně Elf ovlivněný národními zájmy francouzské vlády jako svého vlastníka začal spolupracovat s automobilkou Renault. Závodní vozy Renault od té doby nejen ve formuli 1 nosily logo firmy Elf a používaly její maziva.
Velmi úspěšný byl program hledání talentů Volant Elf založený Françoisem Guiterem na začátku 70. let. Nadaní jezdci se účastnili podzimní závodnické školy, z níž dva vítězové získali pro příští sezonu plný rozpočet na účast ve Formuli Renault. V případě úspěchů pak postupovali do formule 3, formule 2 (později formule 3000) a případně formule 1. Programem úspěšně prošli a tzv. piloty Elf se stali například pozdější jezdci formule 1 Patrick Tambay, Didier Pironi, Alain Prost, Pascal Fabre, Olivier Grouillard, Paul Belmondo, Éric Bernard, Érik Comas nebo Olivier Panis.